# Lac Brenet
Pour les articles homonymes, voir Brenet.
Ne doit pas être confondu avec Lac des Brenets.
Le lac Brenet est un lac de la vallée de Joux situé dans le Jura vaudois en Suisse.

## Géographie
Il est situé dans le canton de Vaud, à 200 m au nord-est du lac de Joux dans le Jura.
Sa longueur est d'environ 1,5 km pour une largeur de 500 m, sa profondeur maximale de 18 m, sa superficie de 0,96 km2 et son altitude de 1 002 m.
Autrefois l'eau du lac s'écoulait par des entonnoirs rocheux situés sous sa surface et rejoignait la résurgence de l'Orbe. Ces entonnoirs ont été cimentés et le lac sert aujourd'hui d'appoint hydraulique à l'usine électrique de Vallorbe, où l'eau est amenée par une conduite forcée qui passe sous le mont d'Orzeires.
Le lac Brenet gèle souvent pendant l'hiver. Il n'est toutefois pas ouvert au patinage.